# Ulmus laciniata
 (janvier 2024).
La mise en forme du texte ne suit pas les recommandations de Wikipédia : il faut le « wikifier ».
Les points d'amélioration suivants sont les cas les plus fréquents. Le détail des points à revoir est peut-être précisé sur la page de discussion.
- Les titres sont pré-formatés par le logiciel. Ils ne sont ni en capitales, ni en gras.
- Le texte ne doit pas être écrit en capitales (les noms de famille non plus), ni en gras, ni en italique, ni en « petit »…
- Le gras n'est utilisé que pour surligner le titre de l'article dans l'introduction, une seule fois.
- L'italique est rarement utilisé : mots en langue étrangère, titres d'œuvres, noms de bateaux, etc.
- Les citations ne sont pas en italique mais en corps de texte normal. Elles sont entourées par des guillemets français : « et ».
- Les listes à puces sont à éviter, des paragraphes rédigés étant largement préférés. Les tableaux sont à réserver à la présentation de données structurées (résultats, etc.).
- Les appels de note de bas de page (petits chiffres en exposant, introduits par l'outil «  Source ») sont à placer entre la fin de phrase et le point final[comme ça].
- Les liens internes (vers d'autres articles de Wikipédia) sont à choisir avec parcimonie. Créez des liens vers des articles approfondissant le sujet. Les termes génériques sans rapport avec le sujet sont à éviter, ainsi que les répétitions de liens vers un même terme.
- Les liens externes sont à placer uniquement dans une section « Liens externes », à la fin de l'article. Ces liens sont à choisir avec parcimonie suivant les règles définies. Si un lien sert de source à l'article, son insertion dans le texte est à faire par les notes de bas de page.
- La présentation des références doit suivre les conventions bibliographiques. Il est recommandé d'utiliser les modèles {{Ouvrage}}, {{Chapitre}}, {{Article}}, {{Lien web}} et/ou {{Bibliographie}}. Le mode d'édition visuel peut mettre en forme automatiquement les références.
- Insérer une infobox (cadre d'informations à droite) n'est pas obligatoire pour parachever la mise en page.

Pour une aide détaillée, merci de consulter Aide:Wikification.
Si vous pensez que ces points ont été résolus, vous pouvez retirer ce bandeau et améliorer la mise en forme d'un autre article.
 (janvier 2024).
Le contenu est difficilement compréhensible vu les erreurs de traduction, qui sont peut-être dues à l'utilisation d'un logiciel de traduction automatique.
Espèce
Statut de conservation UICN

 LC  : Préoccupation mineure
Ulmus laciniata est une espèce d'arbres à feuilles caduques de la famille des Ulmaceae, originaire des forêts encaissées et humides du Japon, de la Corée, du Nord de la Chine, de l'Est de la Sibérie et de Sakhaline, et qui pousse aux côtés de Cercidiphyllum japonicum, Aesculus turbinata et Pterocarya rhoifolia,, à des altitudes de 700 à 2 200 m, bien que parfois plus basses sous des latitudes plus septentrionales, notamment à Hokkaido.

## Répartition
Cet arbre est originaire de Chine, de Corée du Nord, de Corée du Sud, du Japon et de la Russie.

## Description
Ulmus laciniata se distingue principalement par ses feuilles, souvent régulièrement incisées pour former entre trois et sept lobes apicaux. Les feuilles cuspidées sont normalement une caractéristique des arbres adultes, qui peuvent également porter des feuilles sans cette caractéristique. L'arbre peut atteindre une hauteur de 27 m, malgré un tronc ne dépassant que rarement les 50 cm de diamètre à hauteur de poitrine. L'écorce des jeunes arbres est foncée, gris-brun, s'exfoliant en flocons, mais se fissure peu profondément avec la maturité. Les rameaux non ailés[Quoi ?] portent des feuilles laciniées généralement obtriangulaires de 18 cm de longueur. Les fleurs apétales pollinisées par le vent sont produites sur les pousses de la deuxième année en avril (mars en Angleterre), suivies en mai par des pousses elliptiques. Les fruits sont des samares légèrement entaillés au sommet,,. La croissance est modérée ; le tronc d'un spécimen planté sur un sol fertile et humide en permanence dans le Sud du Hampshire, au Royaume-Uni, a augmenté de diamètre à hauteur de poitrine d'une moyenne modeste de 1,7 cm par an.

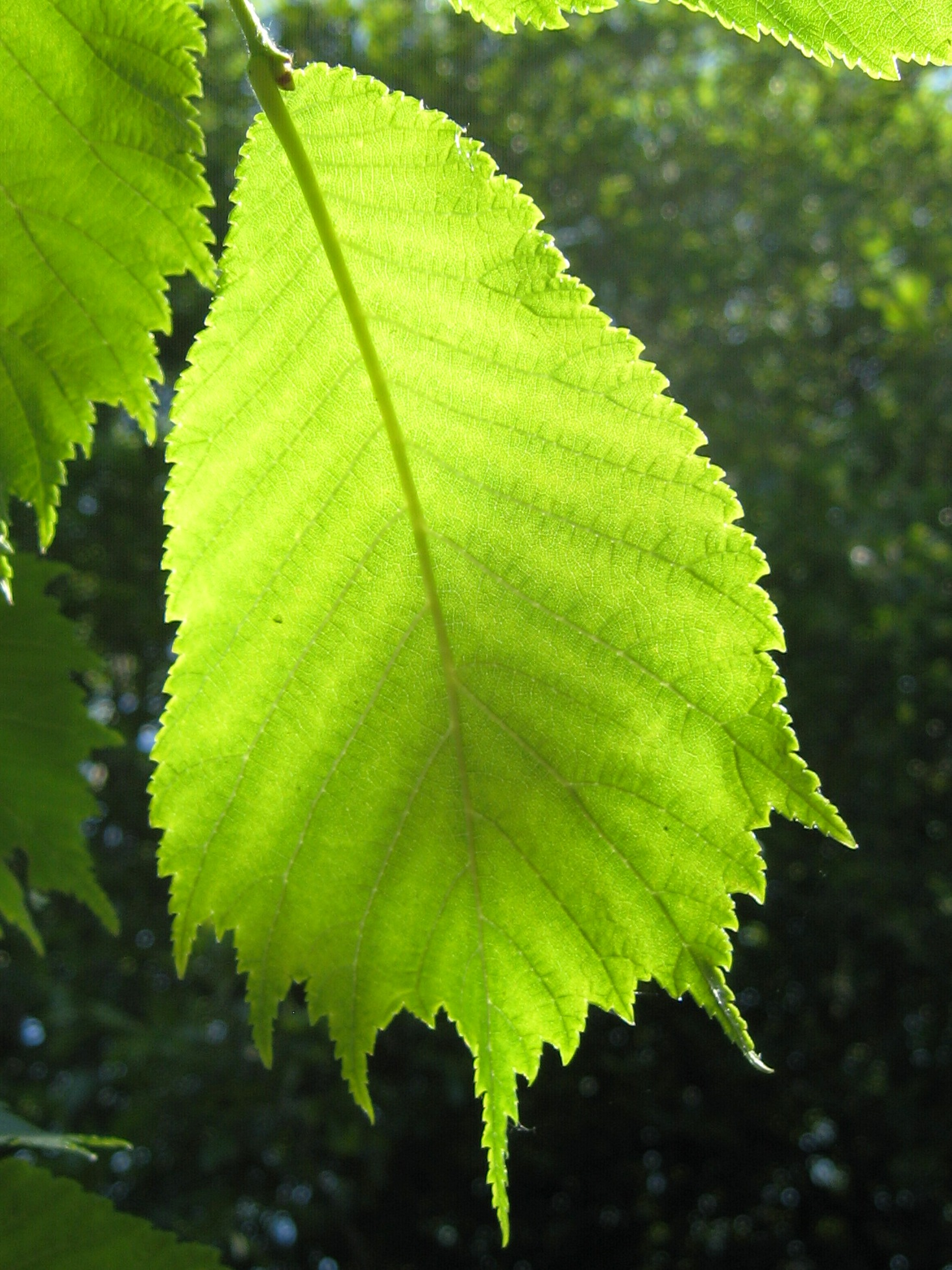
Feuillage durant l'été.
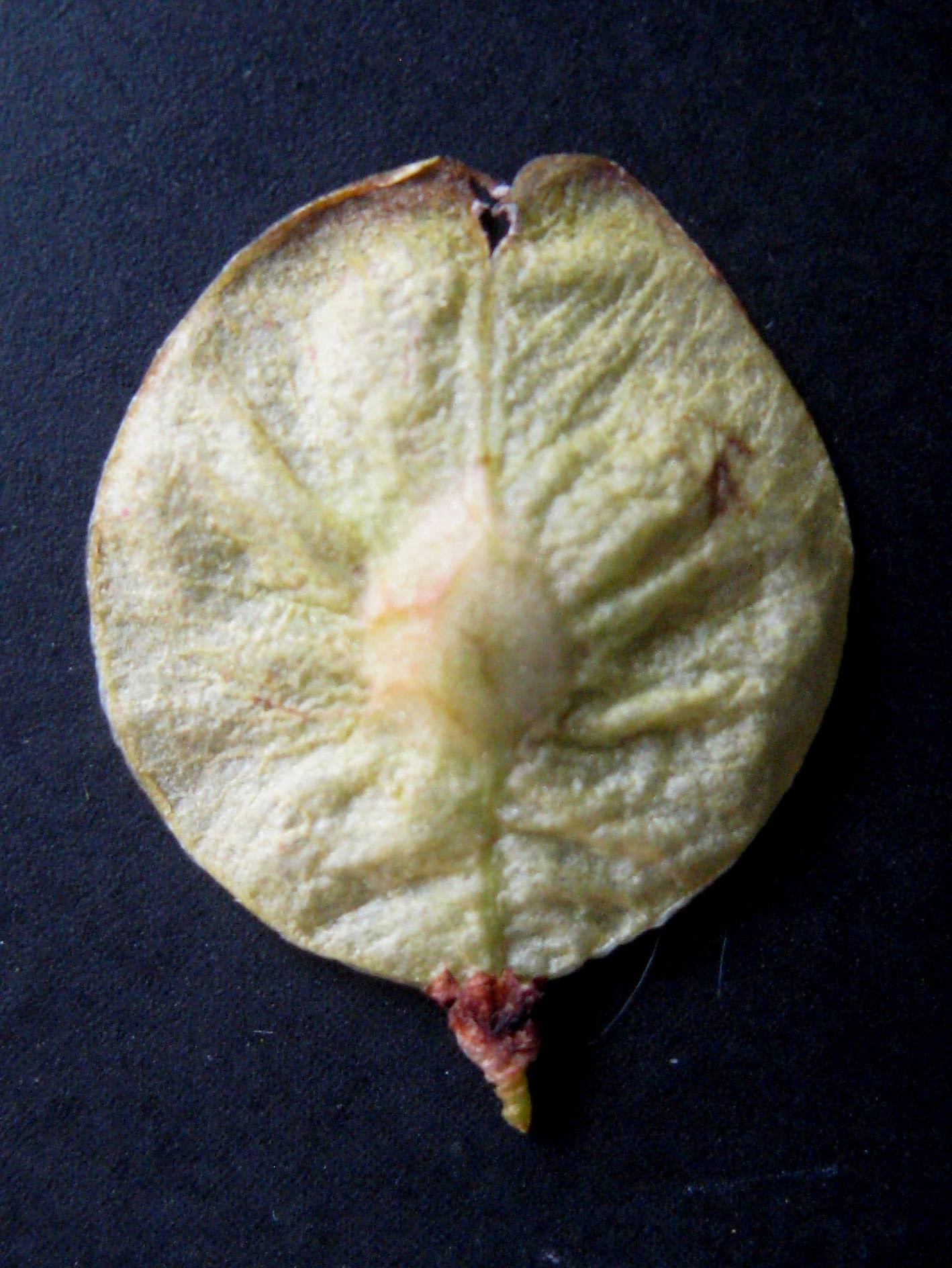
Samare.
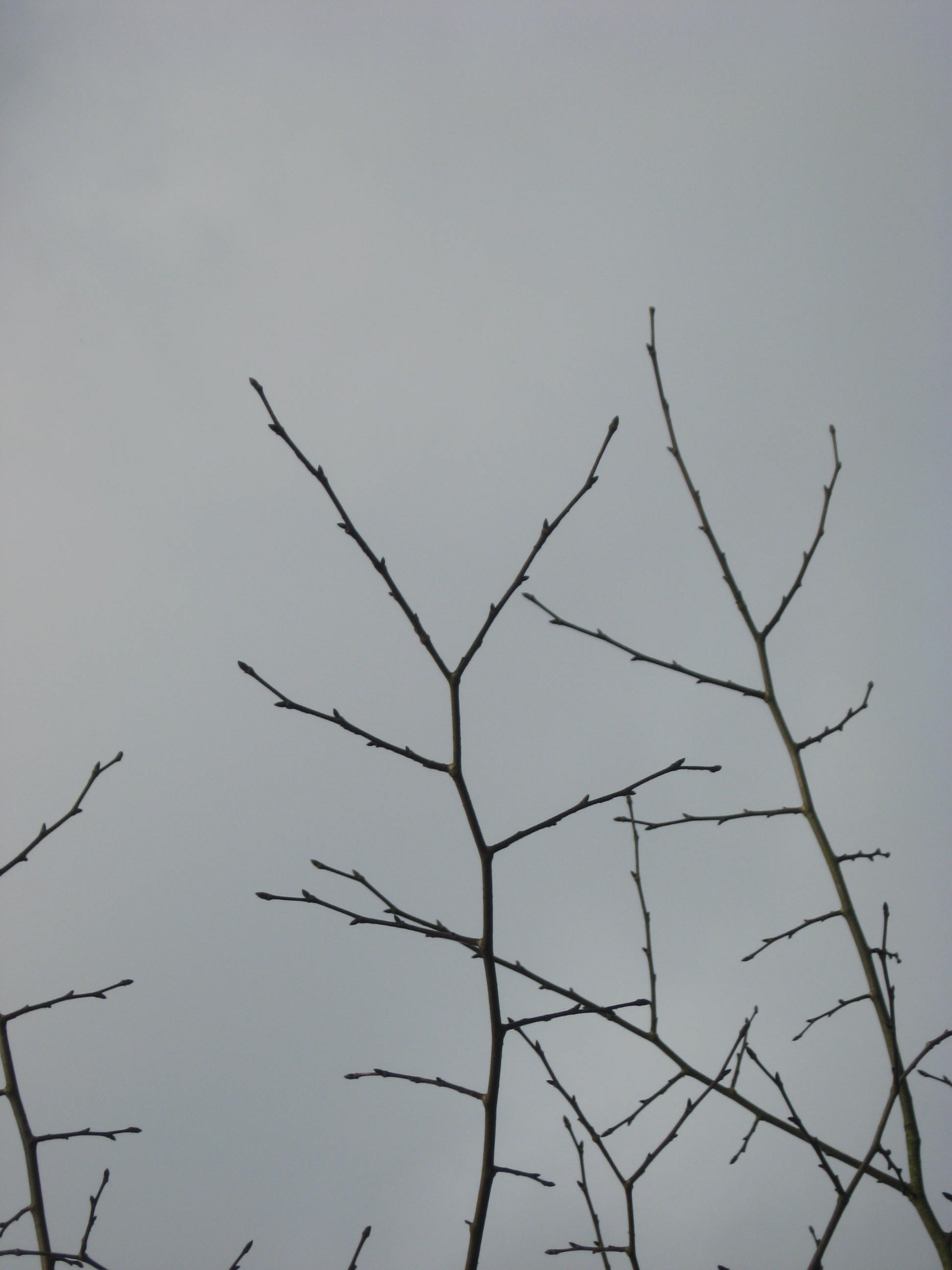
Brindilles.
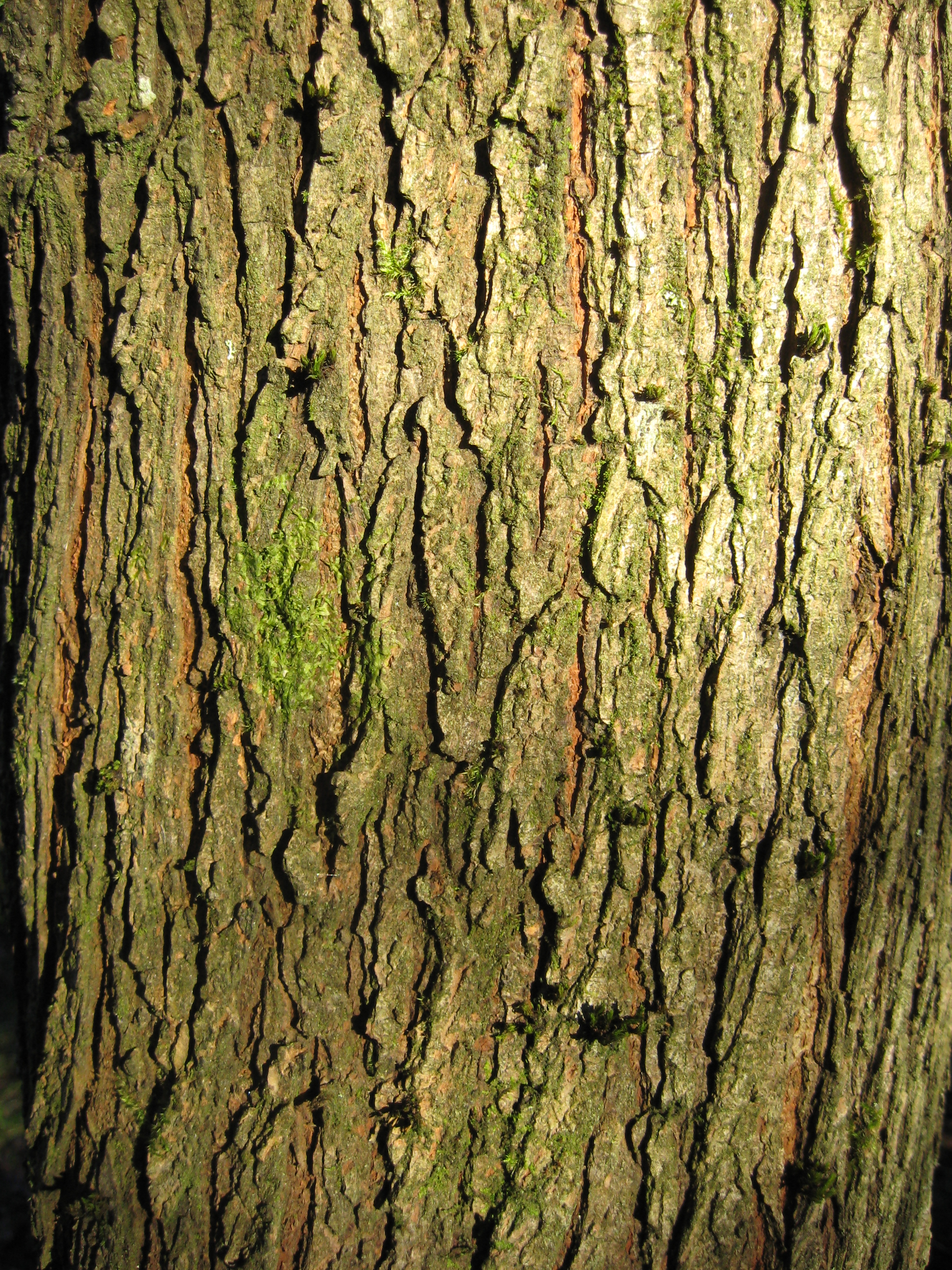
Écorce d'un arbre âgé de 18 ans.

## Ravageurs et maladies

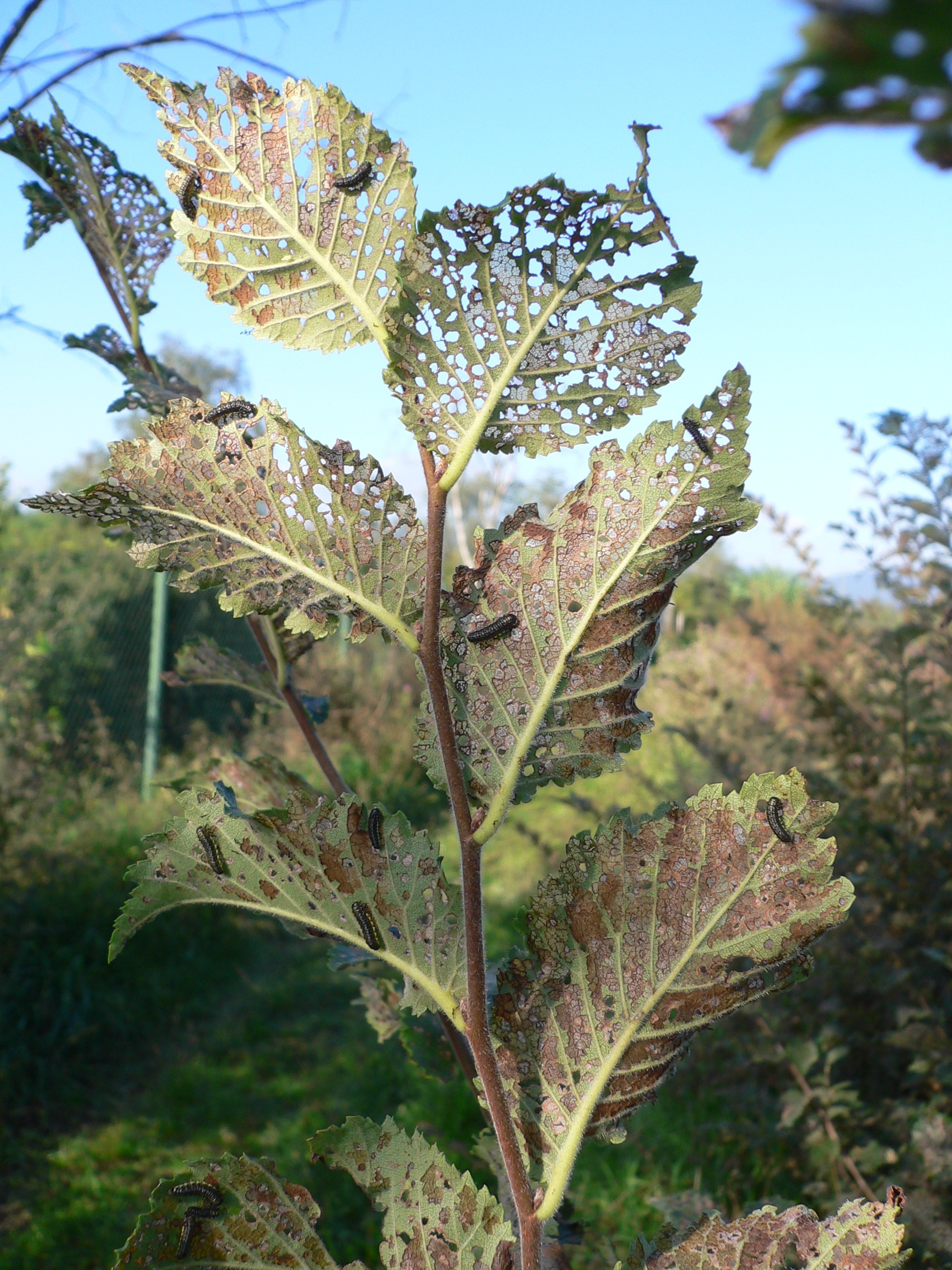
Les chrysomèles de l'orme se nourrissent de U. laciniata.

Les populations naturelles de U. laciniata n'ont qu'une résistance marginale à la maladie hollandaise de l'orme due à Ophiostoma ulmi, inférieure à celle de l'Orme du Japon. De plus, lors d'essais menés en Italie et aux États-Unis, U. laciniata a été gravement endommagé par les chrysomèles de l'orme Xanthogaleruca luteola, en effet, en Italie, des traitements chimiques étaient nécessaires pour assurer la survie des arbres, contrairement à ses compatriotes U. parvifolia et U. davidiane var. japonica qui ont survécu. L'espèce est également sensible à la graphiose.

## Culture
L'espèce a été introduite en Occident en 1905, mais reste rare en culture. Un spécimen, obtenu à la pépinière de Léon Chenault (en) à Orléans, se trouvait dans l'arboretum du Ryston Hall, dans le comté de Norfolk en Angleterre, au début du XXe siècle. L'arbre a été évalué de manière approfondie aux Pays-Bas dans les années 1950 comme une source potentielle de gènes antifongiques à utiliser dans le programme néerlandais d'hybridation de l'orme, mais s'est avéré intolérant à toutes les conditions, sauf les plus abritées et humides.
Des arbres plantés en Angleterre dans les jardins de Sir Harold Hillier (dont le dernier spécimen a disparu en 2007) et dans le cadre des essais d'ormes de Butterfly Conservation à Great Fontley ont confirmé l'évaluation néerlandaise. Les arbres issus de graines commencent à fleurir au cours de leur huitième année. Le programme néerlandais de sélection de l'orme a révélé que l'arbre a un degré d'autofertilité relativement élevé (viabilité des graines de 39 %). Le bouturage de cette espèce est très difficile, même réalisé en maintenant une atmosphère humide, les boutures, bien que s'enracinant souvent, ne parviennent pas à faire de nouvelles feuilles. Toutefois, l'arbre a été multiplié et commercialisé au Royaume-Uni par la pépinière Hillier & Sons, à Winchester (Royaume-Uni), à partir de 1948, mais les ventes ont été très faibles, avec seulement trois ventes entre 1962 et 1977,.

## Arbres remarquables
Rarement cultivé en Occident et plutôt sensible à la graphiose, il n'y a que peu, voire aucun, arbres remarquables en culture. Le champion original du registre des arbres des îles britanniques planté dans les Sir Harold Hillier Gardens, Romsey, en 1982, est mort de graphiose 27 ans plus tard. Les arbres les plus anciens connus au Royaume-Uni, plantés en 1981, se trouvent à l'Harcourt Arboretum dans l'Oxfordshire[réf. nécessaire].

## Sous-espèces et variétés
Une variété putative a été reconnue par Rehder : Ulmus laciniata var. nikkoensis, découvert comme semis près du lac Chūzenji, près de Nikkō au Japon, et obtenu par l'Arboretum Arnold en 1905. La taxonomie de l'arbre reste un sujet de controverse, et a été considérée comme peut-être un hybride de U. laciniata et U. davidiane var. japonica. Cependant, lors d'expériences de croisement menées à l'Arnold Arboretum dans les années 1970, U. laciniata, une espèce protogyne, s'est avérée incompatible avec U. davidiane var. japonica, qui est protandre.

## Cultivars hybrides
Plusieurs cultivars hybrides ont été cultivés dans le cadre du programme de sélection hollandais de l'orme à l'Institut de recherche Dorschkamp pour la foresterie et l'aménagement paysager à Wageningen, en croisant l'espèce avec des hybrides de U. wallichiana et U. minor pour produire le clone no.560, qui à son tour a été croisé avec le clone 720 (lui-même un croisement complexe impliquant U. glabra, U. minor, U. wallichiana et U. pumila  pour produire le clone 1234. Aucun de ces clones n'a été commercialisé.

## Classification

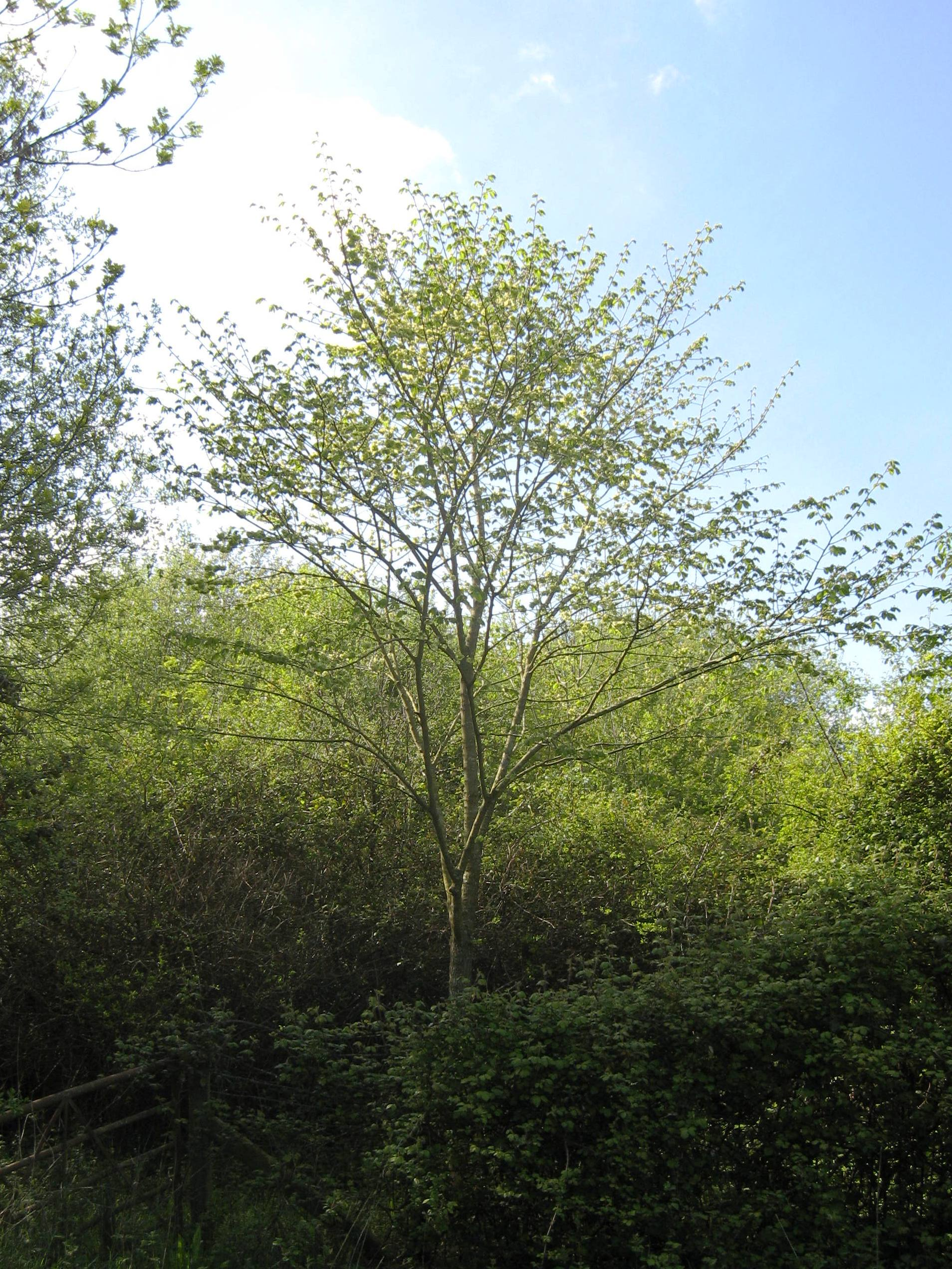
Orme âgé de 14 ans au printemps à Great Fontley au Royaume-Uni.

Le nom correct complet (avec auteur) de ce taxon est Ulmus laciniata (Herder) Mayr ex Schwapp.. Ce taxon aurait d'abord été considéré comme une forme de Ulmus montana sous le basionyme Ulmus montana f. laciniata Herder.
L'arbre est similaire à Ulmus glabra et a été traité comme tel à l'origine par Gysbertus Houtzagers et Augustine Henry. Il s'est vu accorder plus tard un statut d'espèce à part entière, en grande partie en raison de l'énorme distance séparant son aire de répartition par rapport à celle d’U. glabra. Cette dernière espèce s'étend à travers l'Europe jusqu'à l'Oural, à plusieurs milliers de kilomètres de l'aire d’U. laciniata située en Extrême-Orient. Richard Hook Richens (1983), cependant, considérait U. laciniata comme équivalent à Ulmus glabra].
Ulmus laciniata a pour synonymes :
- Ulmus laciniata f. holophylla Nakai
- Ulmus laciniata var. nikkoensis Rehder
- Ulmus laciniata (Trautv.) Mayr
- Ulmus major var. heterophylla Maxim. & Rupr.
- Ulmus montana f. laciniata Herder
- Ulmus montana var. laciniata Trautv.